# Laguna Guatavita
Laguna Guatavita är en sjö i Colombia.   Den ligger i departementet Cundinamarca, i den centrala delen av landet, 50 km nordost om huvudstaden Bogotá. Laguna Guatavita ligger 2 985 meter över havet. Arean är 5,0 kvadratkilometer. Trakten runt Laguna Guatavita består i huvudsak av gräsmarker.
Medelhavsklimat råder i trakten. Årsmedeltemperaturen i trakten är 9 °C. Den varmaste månaden är januari, då medeltemperaturen är 12 °C, och den kallaste är juni, med 6 °C. Genomsnittlig årsnederbörd är 2 473 millimeter. Den regnigaste månaden är juli, med i genomsnitt 358 mm nederbörd, och den torraste är januari, med 20 mm nederbörd.
Hålet med sjön är troligtvis en krater av en slocknad vulkan.

## Legenden
Ursprungsbefolkningen vid sjön var folkgruppen Muisca. Hos gruppen fanns legenden att sjön bildades av ett meteoritnedslag och med meteoriten kom en guldgud till regionen. För att hedra guden hade folkgruppen en ceremoni där hövdingen satt på en flotte och kastade små guldföremål i vattnet.

## Eldorado
I jakten på Eldorado gjordes 1545 ett försök att få upp guld ur sjön. Under tre månader arbetade man de för att tömma sjön på vatten. En del guld hittades, men långt ifrån så mycket som guldsökarna hoppats på.
Största delen av guldsmycken från den förkolumbianska tiden visas i Museo del Oro i Bogota.

## Etymologi
Sjöns namn härleds från Chibcha-språket: gwa: berg eller gwata, gwate: hög höjd, eller gwatibita: hög bergstopp; och således, ett vattendrag vid en hög bergstopp. En annan möjlig betydelse är "slutet på bondens fält".